# Крест и маузер
«Крест и маузер» — советский немой чёрно-белый фильм 1925 года режиссёра Владимира Гардина по сценарию Льва Никулина.
Одна из первых советских антирелигиозных лент, разоблачающая реакционную роль католического духовенства, его ханжество и лицемерие.
Нарком просвещения А. В. Луначарский назвал фильм «Новой победой советского кино и, пожалуй, самой крупной».

## Сюжет
- Примечание: в фильме активно использован редкий для того времени приём — флэшбэк: «Любопытен приём В. Гардина: монтаж укороченных мелькающих воспоминаний, это новый подход к сложному вопросу»[2].

Первые годы Советской власти, небольшой городок на западе России. Ксендз городской церкви Иероним, будучи завербованным иностранной разведкой, укрывает группу шпионов во главе с Шуром.
Случайно встретив на улице старую знакомую Марийку, Иероним пытается использовать её для получения нужных шпионам сведений от начальника милиции города Галинского: Иероним знает о давнем знакомстве Марийки и Галинского. Причём от самого Галинского — он случайно узнал об этом, когда ещё до Революции у арестованного революционера Галинского пытался под видом исповеди выпытать сведения о покушении на губернатора.
Но и Марийка кое-что знает: в предреволюционные годы в монастырском приюте у сиротки Юльки родился сын. Надзирательница приюта Павлиха убила ребёнка, а труп подкинула в еврейский квартал. Это, распространив слух, что ребёнка в ритуальных целях убили евреи, использовали черносотенцы как повод для погрома. Узнав об убийстве сына, умирая, Юлька тогда рассказала своей сестре Марийке: отец ребёнка — монастырский ксендз Иероним, указавший Павлихе убить ребёнка, и использовавший погром для продвижения по карьере.
Вместо согласия Марийки на предательство Галинского, ксендз Иероним от неё получает предложение — самому публично раскаяться в смерти ребёнка.
Во время очередной проповеди Иероним публично кается в своих грехах и отрекается от духовного сана. По указанию Шура члены шпионской группы обливают Иеронима керосином и сжигают.
При попытке отстреливаясь уйти из окружённой милицией церковью, шпион Шур — бывший викарий монастыря, будучи смертельно раненым, умирает, зажав в руке крест и маузер.

## В ролях
- Николай Кутузов — Иероним Десницкий, ксендз
- Наум Рогожин — викарий Шур
- Пётр Старковский — ксендз
- Владимир Кригер — архиепископ
- Нина Ли — Марийка
- Алексей Пирогов — Галинский, комиссар
- Пётр Савин — хулиган
- Т. Синицына — Юлька, сестра Марийки
- В. Киселева — Павлиха
- М. Стриковский — ксендз

### В фильме также снимались
- Карл Гурняк — эпизод
- Евгений Червяков — ксендз
- Раиса Есипова — еврейка
- Лев Иванов — погромщик
- Виктор Лебедев — служака
- Павел Полторацкий

### Дополнительно
Практически для всех актёров работа в фильме стала дебютом:
Первая кинороль Николая Кутузова, причём главная роль — и оставшаяся единственной таковой: в дальнем он стал известен как «мастер эпизода».
Первая роль Пётра Савина — в будущем известного по главным ролям в популярных фильмах «Тимур и его команда», «Весенний поток» и в фильме-сказке Александра Роу «По щучьему веленью».
Единственная роль Алексея Пирогова.
Одна из первых, и первая не эпизодичная роль Наума Рогожина, который исполнял только отрицательные роли из-за своей внешности:

Такая внешность сделала Рогожина незаменимым исполнителем ролей шпионов, диверсантов, вредителей, а также священнослужителей, вызывающих не издёвку, не смех, как в комедии, а отвращение и ужас. Так, в фильме «Иуда» его игумен был развратником, провокатором, а викарий в фильме «Крест и маузер» — шпионом, убийцей, с распятием в одной руке и оружием в другой.— Ирина Гращенкова  - Киноантропология XX/20
Критикой игра актёров-дебютантов была оценена очень высоко, типична рецензия А. Л. Курса:

Трудно сказать, кто играет лучше всего в этой картине. Все играют «лучше». Хороши тщательностью и скромностью игры все ксендзы, а особенно Рогожин, подчеркивающий сильный характер убежденного фанатика несколькими типичными жестами. Нина Ли бегает под Мэри Пикфорд. Но ноги у неё свои, и надо думать, что она научится бегать по-своему. Мы боимся перехваливать Кутузова. Он отлично дал тип эпикурейца и карьериста, с трудом сдерживающего свое волнение при садическом избиении девочки и мечтах о епископской митре.— А.Л. Курс, первый главный редактор журнала «Экран», 1925 год

## Съёмки
Сценарий фильма, написанный Никулиным в 1925 году, предназначался для Льва Кулешова, он даже приступил к его разработке, но сценарий был передан режиссёру Владимиру Гардину.
По слухам, сценарий по ходу съемок переписывался столько раз, что сам сценарист Никулин спрашивал на просмотре: «А что дальше будет?».
Костёл в фильме — это расположенный в Москве на Малой Грузинской улице католический Собор Непорочного Зачатия Пресвятой Девы Марии.
В Москве же — на Житной улице снимали сцену сжигания на костре, причём эта сцена снята по-настоящему: у актёра Кутузова под сутаной был костюм из асбеста, при постановке трюка помощник актёра получил сильные ожоги. Кадр со съемок этого момента был даже помещён в журнале «30 дней».
Оператор фильма Александр Левицкий перешёл к режиссёру Гардину от Сергея Эйзенштейна — в 1925 году именно Левицкий начинал снимать его фильм «Броненосец „Потёмкин“», но они не сошлись во взглядах, и оператором стал Э. Тиссе (по словам К. А. Кузнецова на съемках Эйзенштейн предложил Левицкому снять план «вон с той верхотуры» — Левицкий наотрез отказался, не видя в этом смысла. Эйзенштейн настаивал. И Левицкий вручил ему камеру и сказал: «Хотите снимать, снимайте сами». И уехал). Именно на «Крест и маузер» намекает Сергей Эйзенштейн в мемуарах, говоря, что операторские идеалы Левицкого «в картонных католических костёлах».

## Критика
Фильм имел необыкновенный зрительский успех.

«Крест и Маузер» — это демонстрация качества, доведённого в некоторых отношениях до заграничного уровня — качества операторской работы, верности в подборе типажа, тщательности проработки некоторых сцен, актёрского уменья оформить действенное звено не ста двадцатью гримасами, а одним-двумя скупыми движениями.— Советский экран, 1925
Рецензию на фильм дал нарком просвещения А. В. Луначарский, поставив фильм выше снятого годом раньше фильма «Стачка» Сергея Эйзенштейна:

Эта картина — новая победа советской кинематографии и, пожалуй, самая крупная. До сих пор большим недостатком агитационных картин наших была бедная фабула. Публика ищет не агитацию, а волнующую и захватывающе показанную фабулу. Превосходная «Стачка» не прошла по бесфабульности своей. «Крест и маузер» имеет один из лучших сценариев как основу. Тов. Никулин написал крепкий и полный движения кинороман.<…> Несмотря на мелодраматичность канвы, легко толкавшей к романтическому внешнему методу трактовки, Гардин сделал из картины, на мой взгляд, большой, глубокий психологический или, точнее, мимический фильм. Этому помогала талантливость исполнителей, особенно первоклассная, разнообразная, выпуклая, изумительная, порою патологически верная, острая мимика арт. Кутузова. С этим мастерством мимики можно поздравить русскую кинематографию.— А.В. Луначарский, рецензия в журнале «Советский экран» № 18 за 1926 год
Киновед В. Б. Шкловский в целом отметил высокий профессиональный уровень фильма:

Лента хорошо снята А. Станке и А. Левицким. Есть места в павильоне с хорошо рассеянным светом. Хорошо выбраны актёры. Хорошо выбраны положения для актёров. Второстепенный актёр, друг Иеронима Десницкого, человек с оттопыренными ушами не имеет никакой роли в ленте, но выглядит совершено убедительно. Очень хороши второстепенные действующие лица в эпизодах. Режиссёрская работа добросовестна, изобретательна— киновед В.Б. Шкловский, 1925
но в то же время раскритиковал сценарий за его слабую антирелигиозную составляющую:

Если говорить о её смысловой стороне, то, конечно, отцы-иезуиты старые противники Руссо и сейчас умнее. Враг все ещё глуп и прост в кино. … Точка зрения, из которой исходил сценарист либеральная. Католическую церковь он понимает либерально, по Вольтеру. Иезуиты гораздо умнее того, что про них думает Л. Никулин. Они сейчас боятся не Вольтера, забытого уже всеми, а Маркса и естествознания. Весь пафос антирелигиозности ленты похож на смелое богохуление какого-нибудь французского лавочника. Священники работают неизвестно из каких целей — в ленте нет классового подхода. Поэтому все в ней преломляется и все неизвестно для чего. Экономической причины не показано.— киновед В.Б. Шкловский, 1925
Также из недостатков фильма В. Шкловский отметил его жестокость, заметив, что в фильме «обывательски осторожны садизм и порнография», а в сцене погрома «тема насилия использована так широко, что, вероятно, после этого насилия в русских лентах прекратятся».
В советском киноведении фильм считается лучшей работой режиссёра Владимира Гардина:

Лучшим фильмом Гардина был «Крест и маузер» (1925) по сценарию известного писателя Льва Никулина, охотно работавшего в кино. В этом фильме разоблачалась контрреволюционная деятельность католического духовенства.— Очерки истории советского кино: 1917-1934

Посредственные украинские фильмы («Остап Бандура», «Атаман Хмель») не поднялись выше среднего уровня. Нашумевший фильм «Поэт и царь» несмотря на пышность постановки был враждебно встречен критикой. Зато «Особняк Голубиных» (1925) о борьбе за новый быт и «Крест и маузер» (1925) о контрреволюционной деятельности католического духовенства были хорошими, реалистическими произведениями.— Краткая история советского кино
При этом, так считал и сам режиссёр, относясь ко многим своим фильмам, зачастую снятым меньше чем за месяц, лишь как к скороспелыми поделками, и не ценил их, зато придавал большое значение своим картинам «Остап Бандура» (не сохранился), «Слесарь и Канцлер» (сохранилась лишь часть фильма), и особенно фильму «Крест и маузер».
Ведущими киноведами разных периодов фильм оценивался одинаково высоко:

Картина сильна не сюжетом, а деталями, не действием, а мотивировкой действий отдельных лиц и превосходными эпизодическими характерами… Обывательская клиентура костела, провинциальные полицейские и восторженные погромщики сделаны с чувством и знанием эпохи и среды. Развязка оправдана психологией, а не моралью. Режиссёр сумел найти и показать много нужных лиц и положений. … Мы не научились писать о технике картины. Но я знаю, что свет и операторы сделали много прекрасного в этой ленте.— А.Л. Курс, первый главный редактор журнала «Советский экран»

«Крест и маузер» был на редкость кинематографически слажен. Фабульной стороне фильма точно соответствовали и его изобразительное построение, и манера актёрского исполнения. Математически точным назвала в своё время критика исполнение актёрами Н. Рогожиным и Н. Кутузовым образов Иеронима и Щура, сочетавших в себе психологическую разработку с остротой и выразительностью внешнего рисунка.— В.Н. Ждан, главный редактор журнала «Искусство кино», ректор ВГИКа

«Крест и Маузер» содержал в концентрированном виде не только все пропагандистские стереотипы, разрабатывавшиеся кинематографом на протяжении следующих полутора десятилетий, но и жанровое их воплощение, то сочетание политики, мелодрамы и приключения, которое станет каноном по отношению к зарубежной тематике.— Мирон Черненко, президент Гильдии киноведов и кинокритиков России

## Интересный факт
- Художник Казимир Малевич использовал кадр из фильма для иллюстрации опубликованной в 1925 году в «Кино-журнале АРК» в своей статье о проблемах киноязыка «И ликуют лики на экранах»[14].